# Divízió I 2010
La Divízió I 2010 (detta anche "MAFL Veritas Gold Divízió I 2010" per ragioni di sponsorizzazione) è la 6ª edizione del campionato di football americano di primo livello, organizzato dalla MAFL.

## Squadre partecipanti
| Club                  | Città       | Stadio | Sponsor ufficiale | Risultato nella stagione 2009 |
| --------------------- | ----------- | ------ | ----------------- | ----------------------------- |
| Budapest Cowboys      | Budapest    |        |                   |                               |
| Budapest Titans       | Budapest    |        |                   |                               |
| Budapest Wolves       | Budapest    |        |                   |                               |
| Debrecen Gladiators   | Debrecen    |        |                   |                               |
| Dunaújváros Gorillaz  | Dunaújváros |        |                   |                               |
| Eger Heroes           | Eger        |        |                   |                               |
| Jászberény Wolverines | Jászberény  |        |                   |                               |
| Nyíregyháza Tigers    | Nyíregyháza |        |                   |                               |
| Szolnok Soldiers      | Szolnok     |        |                   |                               |
| Újbuda Rebels         | Budapest    |        |                   |                               |
| Újpest Bulldogs       | Budapest    |        |                   |                               |
| Veszprém Wildfires    | Veszprém    |        |                   |                               |

## Stagione regolare

### Calendario

#### 1ª giornata
| 10 aprile 2010 | Újbuda Rebels | 13 – 7 | Dunaújváros Gorillaz |  |

| 11 aprile 2010 | Jászberény Wolverines | 24 – 13 | Debrecen Gladiators |  |

#### 2ª giornata
| 17 aprile 2010 | Eger Heroes | 12 – 58 | Nyíregyháza Tigers |  |

#### 3ª giornata
| 24 aprile 2010 | Szolnok Soldiers | 14 – 13 | Újpest Bulldogs |  |

| 25 aprile 2010 | Újbuda Rebels | 0 – 32 | Budapest Cowboys |  |

#### 4ª giornata
| 1º maggio 2010 | Nyíregyháza Tigers | 61 – 0 | Debrecen Gladiators |  |

#### 5ª giornata
| 8 maggio 2010 | Budapest Titans | 15 – 21 | Eger Heroes |  |

| 9 maggio 2010 | Újpest Bulldogs | 2 – 46 | Újbuda Rebels |  |

#### 6ª giornata
| 15 maggio 2010 | Debrecen Gladiators | 10 – 14 | Szolnok Soldiers |  |

| 16 maggio 2010 | Budapest Cowboys | 55 – 7 | Jászberény Wolverines |  |

#### 7ª giornata
| 22 maggio 2010 | Dunaújváros Gorillaz | 34 – 7 | Veszprém Wildfires |  |

#### 8ª giornata
| 29 maggio 2010 | Újbuda Rebels | 42 – 0 | Budapest Titans |  |

#### 9ª giornata
| 5 giugno 2010 | Budapest Wolves | 35 – 10 | Nyíregyháza Tigers |  |

#### 10ª giornata
| 12 giugno 2010 | Budapest Cowboys | 54 – 2 | Veszprém Wildfires |  |

| 12 giugno 2010 | Szolnok Soldiers | 7 – 23 | Dunaújváros Gorillaz |  |

| 13 giugno 2010 | Budapest Titans | 14 – 19 | Jászberény Wolverines |  |

#### 11ª giornata
| 19 giugno 2010 | Nyíregyháza Tigers | 61 – 0 | Újpest Bulldogs |  |

| 20 giugno 2010 | Eger Heroes | 30 – 16 | Debrecen Gladiators |  |

#### 12ª giornata
| 27 giugno 2010 | Budapest Wolves | 69 – 7 | Szolnok Soldiers |  |

#### 13ª giornata
| 3 luglio 2010 | Jászberény Wolverines | 12 – 8 | Eger Heroes |  |

| 3 luglio 2010 | Budapest Titans | 13 – 53 | Budapest Cowboys |  |

#### 14ª giornata
| 10 luglio 2010 | Debrecen Gladiators | 2 – 51 | Újbuda Rebels |  |

| 10 luglio 2010 | Veszprém Wildfires | 13 – 23 | Budapest Titans |  |

| 11 luglio 2010 | Újpest Bulldogs | 14 – 42 | Dunaújváros Gorillaz |  |

#### 15ª giornata
| 17 luglio 2010 | Veszprém Wildfires | 28 – 6 | Jászberény Wolverines |  |

| 18 luglio 2010 | Nyíregyháza Tigers | 64 – 0 | Szolnok Soldiers |  |

#### 16ª giornata
| 29 agosto 2010 | Újpest Bulldogs | 12 – 37 | Veszprém Wildfires |  |

| 29 agosto 2010 | Dunaújváros Gorillaz | 10 – 33 | Budapest Cowboys |  |

#### 17ª giornata
| 4 settembre 2010 | Eger Heroes | 0 – 41 | Budapest Wolves |  |

| 5 settembre 2010 | Szolnok Soldiers | 13 – 31 | Újbuda Rebels |  |

#### 18ª giornata
| 11 settembre 2010 | Dunaújváros Gorillaz | 7 – 0 (7-0 0-0 0-0 0-0) | Budapest Titans |  |

| 12 settembre 2010 | Jászberény Wolverines | 7 – 67 (0-7 7-27 0-27 0-6) | Nyíregyháza Tigers |  |

| 12 settembre 2010 | Budapest Cowboys | 7 – 45 (7-0 0-10 0-21 0-14) | Budapest Wolves |  |

#### 19ª giornata
| 18 settembre 2010 | Budapest Wolves | 57 – 0 (28-0 14-0 9-0 6-0) | Újpest Bulldogs |  |

#### 20ª giornata
| 9 ottobre 2010 | Veszprém Wildfires | 23 – 20 | Eger Heroes |  |

### Classifica
La classifica della regular season è la seguente:
- PCT = percentuale di vittorie, G = partite giocate, V = partite vinte,  P = partite perse, PF = punti fatti, PS = punti subiti

| Pos. | Squadra               | PCT   | G | V | N | P | PF  | PS  |
| ---- | --------------------- | ----- | - | - | - | - | --- | --- |
| 1    | Budapest Wolves       | 1.000 | 6 | 6 | 0 | 0 | 282 | 24  |
| 2    | Nyíregyháza Tigers    | .833  | 6 | 5 | 0 | 1 | 321 | 54  |
| 3    | Budapest Cowboys      | .833  | 6 | 5 | 0 | 1 | 234 | 77  |
| 4    | Újbuda Rebels         | .833  | 6 | 5 | 0 | 1 | 183 | 56  |
| 5    | Dunaújváros Gorillaz  | .667  | 6 | 4 | 0 | 2 | 123 | 74  |
| 6    | Veszprém Wildfires    | .500  | 6 | 3 | 0 | 3 | 110 | 149 |
| 7    | Jászberény Wolverines | .500  | 6 | 3 | 0 | 3 | 75  | 185 |
| 8    | Eger Heroes           | .333  | 6 | 2 | 0 | 4 | 91  | 165 |
| 9    | Szolnok Soldiers      | .333  | 6 | 2 | 0 | 4 | 55  | 210 |
| 10   | Budapest Titans       | .167  | 6 | 1 | 0 | 5 | 65  | 155 |
| 11   | Debrecen Gladiators   | .167  | 6 | 1 | 0 | 5 | 41  | 215 |
| 12   | Újpest Bulldogs       | .000  | 6 | 0 | 0 | 6 | 41  | 257 |

## Playoff

### Tabellone
|  | Semifinali | Semifinali         | Semifinali |                    |   | VI Hungarian Bowl | VI Hungarian Bowl | VI Hungarian Bowl |  |
|  |            |                    |            |                    |   |                   |                   |                   |  |
|  | 1          | Budapest Wolves    | 17         |                    |   |                   |                   |                   |  |
|  | 1          | Budapest Wolves    | 17         |                    |   |                   |                   |                   |  |
|  | 4          | Újbuda Rebels      | 7          |                    |   |                   |                   |                   |  |
|  | 4          | Újbuda Rebels      | 7          |                    | 1 | Budapest Wolves   | 58                |                   |  |
|  |            |                    |            |                    | 1 | Budapest Wolves   | 58                |                   |  |
|  |            |                    | 2          | Nyíregyháza Tigers | 0 |                   |                   |                   |  |
|  | 2          | Nyíregyháza Tigers | 2          | Nyíregyháza Tigers | 0 | 27                |                   |                   |  |
|  | 2          | Nyíregyháza Tigers |            |                    |   |                   |                   |                   |  |
|  | 3          | Budapest Cowboys   | 20         |                    |   |                   |                   |                   |  |

### Semifinali
| Budapest 2 ottobre 2010 | Budapest Wolves | 17 – 7 | Újbuda Rebels | Sportmax (500 spett.) |

| 3 ottobre 2010 | Nyíregyháza Tigers | 27 – 20 | Budapest Cowboys |  |

### VI Hungarian Bowl
| Budapest 16 ottobre 2010 | Budapest Wolves | 58 – 0 (17-0 20-0 14-0 7-0) | Nyíregyháza Tigers | BVSC Stadion (3000 spett.) |

## Verdetti
- Budapest Wolves Campioni dell'Ungheria 2010